# Kwesi Appiah
Kwesi Appiah (Thamesmead, 12 augustus 1990) is een Ghanees-Engels voetballer die bij voorkeur als aanvaller speelt. Hij tekende in 2017 bij AFC Wimbledon.

## Clubcarrière
Appiah is een jeugdproduct van Ebbsfleet United. In 2008 verhuisde hij naar Peterborough United, dat hem op zijn beurt uitleende aan Weymouth, King's Lynn en Kettering Town om wedstrijdervaring op te doen. Daarna speelde de Ghanees in de lagere divisies voor bescheiden clubs als Brackley Town, Thurrock en Margate. In 2012 werd hij opgepikt door Crystal Palace. Die club leende hem uit aan Aldershot Town, Yeovil Town, Cambridge United, Notts County, AFC Wimbledon en Cambridge United. Bij die laatste club maakte Appiah zes doelpunten in negentien competitiewedstrijden in de League Two, het vierde niveau in Engeland. In januari 2015 werd hij teruggeroepen door Crystal Palace. In maart 2015 werd hij aan Reading FC verhuurd. In 2017 keerde Appiah terug bij AFC Wimbledon.

## Interlandcarrière
Appiah werd geboren in Engeland, maar vertegenwoordigt Ghana op interlandniveau. Op 24 december 2014 werd hij opgenomen in de voorlopige selectie voor het Afrikaans kampioenschap voetbal 2015. Op 27 januari 2015 maakte de aanvaller zijn debuut in het Ghanees voetbalelftal in de groepsfase tegen Zuid-Afrika. Op 1 februari 2015 scoorde hij in de gewonnen kwartfinale tegen Guinee. Een week later speelde Appiah met zijn land de finale van het kampioenschap, die na strafschoppen (9–8) verloren werd.